# Test Dept
Test Dept -a veces acreditados como Test Department o Test Dept.- es un grupo de música industrial inglés. Fue formado en 1981, en la localidad londinense de New Cross. Al igual que el grupo alemán Einstürzende Neubauten, los Test Dept utilizan objetos de metal o acero, que encuentran en fabricas abandonadas, para generar su sonido característico. Sin embargo, el uso de estos objetos por parte del Test Dept, fue mucho más rítmico que el de los Neubauten, y a menudo estuvo acompañado de películas y presentaciones de diapositivas. La banda firmó con Some Bizzare Records, un sello relacionado con bandas como Depeche Mode, Soft Cell, The The, Cabaret Voltaire, Psychic TV, Foetus y Swans. Su discografía abarca una amplia variedad de influencias y estilos, incluida una colaboración con el South Wales Striking Miners Choir en apoyo de la huelga de mineros de 1984. 
Los miembros de Test Dept eran activistas de izquierdas, que tenían una estética y una ideología a medio camino entre el socialismo, el anarquismo y el constructivismo ruso. También querían diferenciarse de sus contemporáneos, los Throbbing Gristle; quienes tenían una imagen demasiado ambigua y narcisista y Test Dept no querían que los identificaran con eso. Aunque son de los pocos músicos industriales que admiten influencias punk -entre otros, Sex Pistols y The Ruts-, buscaban algo nuevo que no tuviese nada que ver con el rock. La banda tuve su primera ruptura en 1997. Retornaron a sus actividades en el año 2016. Han editado hasta la fecha trece trabajos discográficos de estudio.

## Discografía
- Ecstacy Under Duress – 1983
- Beating The Retreat (Some Bizzare Records) – 1984
- Shoulder to Shoulder (con South Wales Striking Miners' Choir) Some Bizzare Records – 1985
- Atonal & Hamburg, Live – 1985
- The Unacceptable Face of Freedom (Some Bizzare Records) – 1986
- A Good Night Out – Some Bizzare Records 1987
- Terra Firma – 1988
- Materia Prima – 1989
- Gododdin (with Brith Gof) – 1989
- Pax Britannica – 1991
- Proven in Action (grabado en vivo, 1990) – 1991
- Totality – 1995
- Legacy [1990–1993] the singles plus more – 1995
- Tactics for Evolution – 1997
- Disturbance – 2019